# Sediul Breslei Măcelarilor
Sediul Breslei Măcelarilor (în maghiară Mészáros ipartársulat székháza) este o clădire construită în stil eclectic în 1888 cu elemente neoclasiciste după planurile arhitectului Győző Nagy pe Piața Trandafirilor din Târgu Mureș. Se figurează pe lista monumentelor istorice sub codul LMI:  MS-II-m-B-15555.

## Istoric
Breslele au fost asociațiile profesionale și voluntare de meșteșugari aparținând unei meserii care au apărut la Târgu Mureș în Evul Mediu după modelul localităților din Transilvania și au funcționat în incinta cetății până la ocuparea de armata austriacă, de aici provine denumirea Bastionului măcelarilor.
În noaptea de 12 spre 13 aprilie 1876 o clădire anexă a mănăstirii franciscane a luat foc. Deoarece casele vechiului centru erau construite în general din lemn, flăcările s-au extins foarte repede la clădirile din vecinătate. În scurt timp locuitorii au început reconstruirea clădirilor. În acest context a fost începută și construirea sediului asociației măcelarilor.
Clădirea a fost proiectată de Győző Nagy și construită de Pál Soós, iar anul terminării lucrărilor este consemnat pe frontul casei: 1888. Sediul nou era o clădire cu un etaj care încorpora și o măcelărie centrală. În dreptul intrării era incinta unui magazin, iar poarta servea și ca intrare în Pasajul măcelarilor. Măcelăria centrală era de fapt o hală lungă în care fiecare meșter măcelar, membru al asociației, avea masa lui. Mesele au fost plasate în două rânduri paralele de-a lungul zidurilor.
După naționalizarea din 1949 a fost transformată în cinematograf (Cinematograful Tineretului). În 2004 a fost reînființată breasla măcelarilor care a cerut în instanță restituirea clădirii.

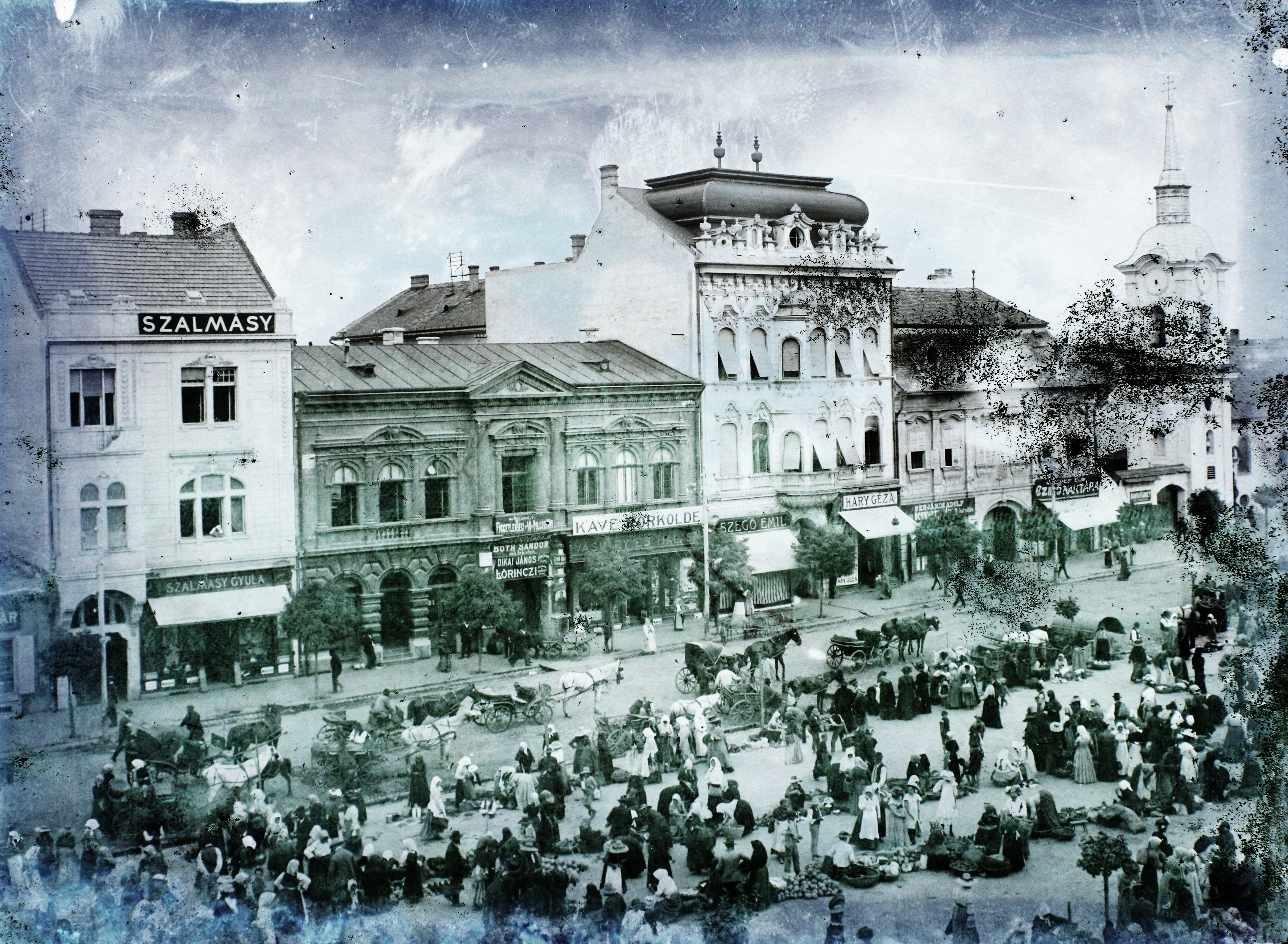
Sediul Breslei Măcelarilor pe o poză din 1908
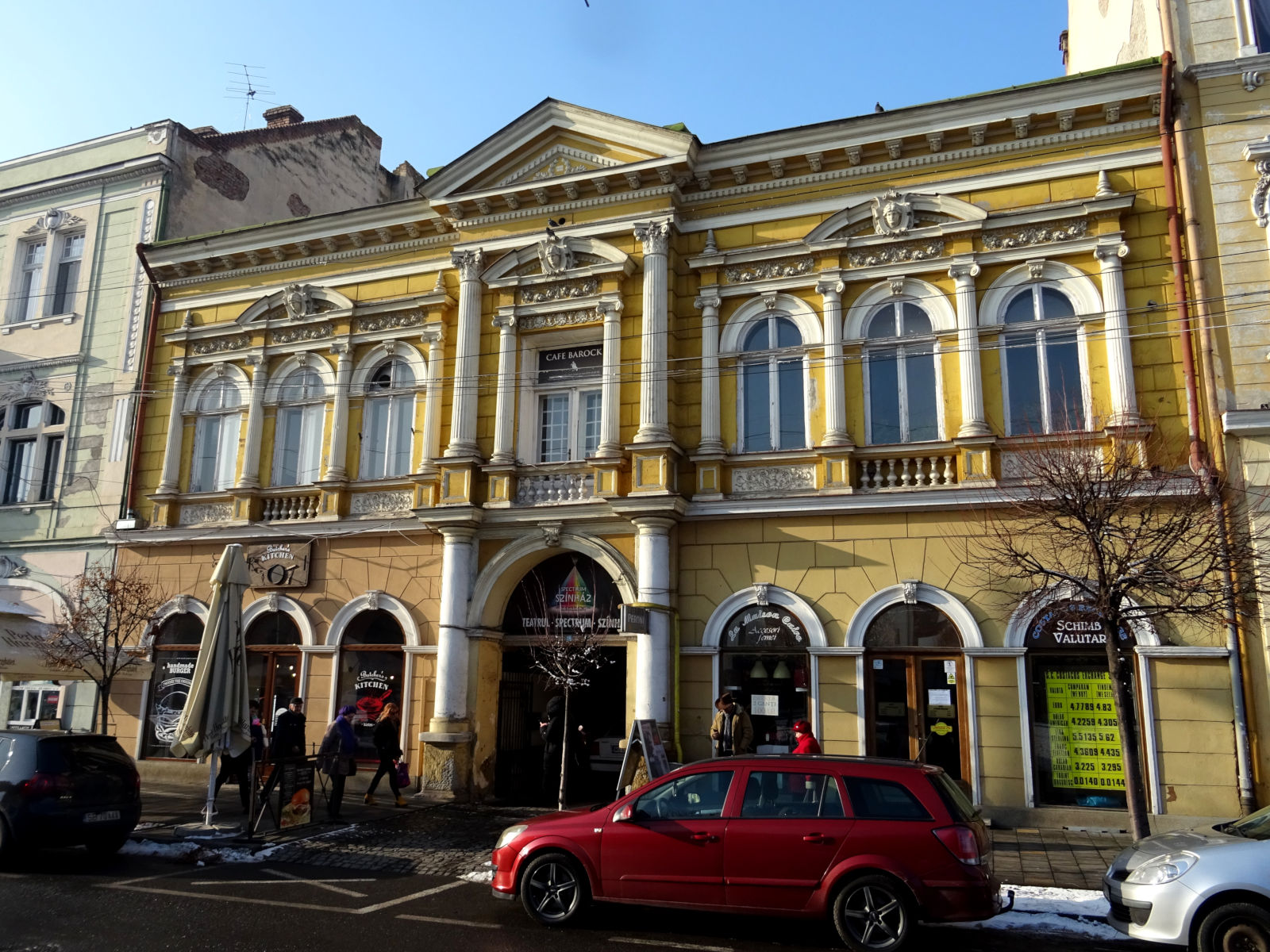
În anii 2010